# Итан Картер III
Майкл Хаттер (англ. Michael Hutter, род. 18 марта 1983, Уиллоуби, Огайо) — американский рестлер и промоутер, более известный именем Итан Картер III (англ. Ethan Carter III или просто EC3). В настоящее время выступает в National Wrestling Alliance (NWA), где является бывшим чемпионом NWA в тяжелом весе. Он наиболее известен по выступлениям в Impact Wrestling и WWE.
Хаттер начал свою карьеру рестлера в 2002 году, а в 2007 году стал выступать в промоушене Ohio Valley Wrestling (OVW). В 2009 году он подписал контракт с WWE, где выступал под именем Деррик Бейтман. Он был направлен на развивающую территорию WWE Florida Championship Wrestling (FCW), где выиграл командное чемпионство Флориды FCW с Джонни Кёртисом. Также он участвовал в четвёртом и пятом сезонах NXT, программе, где новички выступали с профессионалами.
В мае 2013 года он покинул WWE и подписал контракт с Total Nonstop Action Wrestling (TNA). Он работал в промоушене как Итан Картер III, сюжетный племянник владелицы TNA Дикси Картер. Он дважды выигрывал титул чемпиона мира TNA в тяжелом весе и один раз — гранд-чемпионство Impact. Он вернулся в WWE в январе 2018 года, выступая в NXT, а затем дебютировал в основном ростере в начале 2019 года, где четыре раза становился чемпионом 24/7. Его второе пребывание в WWE закончилось в апреле 2020 года.

## Титулы и достижения
- Absolute Intense Wrestling
  - Абсолютный чемпион AIW (1 раз)[1]
- Atomic Revolutionary Wrestling
  - Чемпион ARW в тяжёлом весе (1 раз)[2]
- Florida Championship Wrestling
  - Командный чемпион Флориды FCW (1 раз) — с Джонни Кёртисом[3]
- Firestorm Pro Wrestling
  - Чемпион Firestorm Pro в тяжёлом весе (1 раз)[4]
- House of Glory
  - Чемпион мира HOG в тяжёлом весе (1 раз)[5]
- National Wrestling Alliance
  - Национальный чемпион NWA (1 раз)[6]
  - Чемпион мира NWA в тяжёлом весе (1 раз)
- Pro Wrestling Illustrated
  - № 20 в топ 500 рестлеров в рейтинге PWI 500 в 2016[7]
- Total Nonstop Action Wrestling / Impact Wrestling
  - Чемпион мира TNA в тяжёлом весе (2 раз)[8]
  - Гранд-чемпион Impact (1 раз)[9]
  - Feast or Fired (2013 — контракт на командное чемпионство мира)[10]
  - Feast or Fired (2018 — увольнение)
  - TNA Joker’s Wild (2014)[11]
  - TNA World Title Series (2016)[12]
  - Bound for Glory Playoffs (2016)[13]
  - Момент года (2020) — возвращение в Impact на Slammiversary, вместе с другими возвращениями и дебютами в тот вечер[14]
- WrestleCircus
  - Чемпион-рингмастер WC (1 раз)[15]
- WWE
  - Чемпион 24/7 WWE (4 раза)[16][17]